# Pius Font i Quer
Pius Font i Quer (Lérida, 9 de abril de 1888 – Barcelona, 2 de janeiro de 1964) foi um botânico, taxônomo, fitogeógrafo, farmacêutico e químico espanhol.

## Carreira
Sua pesquisa aumentou consideravelmente o conhecimento sobre plantas e cogumelos, não só na Catalunha, mas também em outros lugares da Espanha e Marrocos. Criou, praticamente de raiz, o Instituto Botânico de Barcelona, uma infraestrutura científica necessária para colocar a botânica catalã ao mais alto nível europeu. A sua vertente científica foi complementada pela pedagógica. Em seu trabalho docente, foi um inovador na forma de ensinar na universidade, introduzindo a experimentação e a observação direta da natureza. Por isso, foi um grande promotor de saídas de campo. Após a guerra, quando foi destituído de todos os cargos, dedicou-se à divulgação científica de alto nível.

## Obras
- Font Quer, P. & Universidad Central (Madrid). 1914. Ensayo fitotopográfico de Bages: tesis de doctorado en farmacia. Mahón, Tipografía Mahonesa
- Font Quer, P. 1926. Illustrationes florae occidentalis: quae ad plantas hispaniae, lusitaniae et mauritaniae, novas vele imperfecte cognitas, spectant. Barcelona, Museo de Ciencias Naturales
- Font Quer, P. 1953. Diccionario de botánica. Barcelona, Ed. Labor.
- Font Quer, P. 1962. Plantas medicinales: el Dioscórides renovado. Barcelona, Lábor
- Font Quer, P. 1964. Botánica pintoresca. Barcelona, Ramón Sopena

## Homenagens
Foram nomeadas espécies e subespécies em sua honra. As principais são:
- (Amaryllidaceae) Narcissus fontqueri  Fern.Casas & Rivas Ponce 1988
- (Anthericaceae) Phalangium fontqueri Sennen & Mauricio 1936
- (Asteraceae) Jurinea fontqueri Cuatrec. 1927
- (Betulaceae) Betula fontqueri Rothm. 1940
- (Lamiaceae) Thymus fontqueri (Jalas) Molero & Rovira 1983
- (Poaceae) Poa fontqueri Braun-Blanq. 1945
- (Poaceae) Psammopyrum fontqueri (Melderis) Á.Löve 1986
- (Poaceae) Puccinellia fontqueri (Maire) Ponert 1974
- (Scrophulariaceae) Misopates fontqueri (Emb.) Ibn Tattou 1998
- (Scrophulariaceae) Verbascum fontqueri Benedí & J.M.Monts. 1985